# 若林将
若林 将（わかばやし しょう、1984年1月8日 - ）は、千葉県出身の競艇選手。登録番号4335。身長170cm。血液型O型。96期。東京支部所属。兄に同じ競艇選手の若林友（登録番号4617）、妻に同期の足立かなえ（登録番号4341）、同期に平本真之、新田雄史、魚谷香織らがいる。

## 来歴
- やまと競艇学校時代、リーグ戦勝率7.04（準優出6　優出4）の成績を残した。
- 2005年5月12日、平和島競艇場でデビュー（2着）。
- 2005年6月23日、津競艇場での一般競走初日1Rで初勝利（15走目）。
- 2007年6月26日、浜名湖競艇場での「SUZUKIスピードカップ」で初優出（4着）。
- 2010年1月19日、浜名湖競艇場での「G1共同通信社杯 第24回新鋭王座決定戦競走」にG1初出場。1月21日、3日目1RでG1初勝利[1]。
- 2010年8月13日、江戸川競艇場での「第32回大江戸賞」で初優勝（優出11回目）。
- 2019年1月31日、江戸川競艇場での「G1江戸川大賞開設63周年記念」で記念初優勝。